# Chrysometa rincon
Chrysometa rincon är en spindelart som beskrevs av Claude Lévi 1986. Chrysometa rincon ingår i släktet Chrysometa och familjen käkspindlar. Inga underarter finns listade i Catalogue of Life.